# 諸氏鯔鰕虎
諸氏鯔鰕虎（学名：Mugilogobius chulae），又名諸氏鯔鰕虎魚，为條鰭魚綱鱸形目鰕虎科鯔鰕虎魚屬下的一个种。该物种于1932年由Hugh McCormick Smith描述。

## 扩展阅读
- 維基物種上的相關：諸氏鯔鰕虎